# Pseudorana
Pseudorana is een geslacht van kikkers uit de familie echte kikkers (Ranidae). De groep werd voor het eerst wetenschappelijk beschreven door Liang Fei, Chang-yuan Ye en Yong-zhao Huang in 1990.
Er zijn 2 soorten die leven in Azië en endemisch voorkomen in China. Beide soorten zijn alleen bekend uit berggebieden, als is hun verspreidingsgebied mogelijk nog groter. Pseudorana sangzhiensis komt voor op een hoogte van 1350 meter boven zeeniveau en Pseudorana weiningensis komt voor op een hoogte van 1700 tot 2950 meter boven zeeniveau.

## Taxonomie
Geslacht Pseudorana
- Soort Pseudorana sangzhiensis
- Soort Pseudorana weiningensis

Abavorana · 
Amnirana · 
Amolops · 
Babina · 
Chalcorana · 
Clinotarsus · 
Glandirana · 
Huia · 
Humerana · 
Hydrophylax · 
Hylarana · 
Indosylvirana · 
Lithobates · 
Meristogenys · 
Odorrana · 
Papurana · 
Pelophylax · 
Pseudorana · 
Pterorana · 
Pulchrana · 
Rana · 
Sanguirana · 
Staurois · 
Sylvirana